# Ziad Jarrah
Ziad Samir Jarrah (araba: زياد سمير جراح‎, Zīād Samīr Jarrāḥ) (n.11 mai 1975 — d.11 septembrie 2001) a fost unul din plănuitorii atacurilor de la 11 septembrie și deturnǎtorul zborului United Airlines 93. Avionul s-a prǎbușit într-o zonă rurală lângă Shanksville făcând parte din atacuri.
După o educație bogată și laică, Jarrah s-a mutat în Germania în 1996. A devenit implicat in plănuirea atacurilor de la 11 septembrie, în același timp frecventând o școală tehnică la sfârșitul anilor '90 unde l-a întâlnit pe Mohamed Atta, Marwan al-Shehhi și Ramyi Binalshibb, formând în 1998, ceea ce este cunoscută acum ca fiind gruparea Hamburg.Jarrah a fost recrutat de Osama bin Laden pentru atacurile din 1999. Unic printre teroriști, era strâns legat de familia și prietena sa.
Jarrah a ajuns in Statele Unite ale Americii in iunie 2000,unde s-a antrenat la Florida Flight Training Center din iunie 2000 până în ianuarie 2001, după care s-a mutat din Florida în New Jersey.
Pe 7 septembrie 2001, Jarrah a zburat din Fort Lauderdale către Newark. Pe 11 septembrie, Jarrah s-a îmbarcat pe zborul United 93, și se crede că a luat controlul navei și l-a pilotat împreună cu echipa lui de teroriști, printre care Saeed al-Ghamdi, Ahmed al-Nami and Ahmed al-Haznawi, iar aceștia au făcut o nereușită încercare de a prabuși avionul în Capitol sau Casa Albă

## Porecle
Există multe variații ale numelui său, printre care "Ziad Samir Al-Jarrah","Zaid Jarrahi","Ziad Jarrah Jarrat", și "Ziyad Samir Jarrah".

## Viața

### Viața înainte de Afganistan
Jarrah a fost născut în Mazraa, Liban, într-o familie înstărită. Părinții săi erau musulmani sunniți, deși trǎiau o viață laică. Cand avea șapte ani, Israel a invadat sudul Libanului, despre care a povestit mai târziu. Părinții săi l-au trimis la o școală Catolică în Beirut, La Sagesse, unde s-a oferit voluntar la o tabără pentru copii cu dizabilități și a ajutat la un program anti-drog. Mai târziu, a servit o biserică din apropiere, ajutând acolo copii orfani. Succesul său la invățătură până în acest punct era mediocru, așa că părinții săi au angajat profesori privați la matematică, fizică și chimie.
A rămas aproape de familia sa; aparent, el era singurul dintre teroriștii de la 11 septembrie care avea strânse legături cu familia, inclusiv cu unchiul său Assem Jarrah, a cărui carte de muncă va fi găsită mai târziu in rămășițele avionului, împreună cu pașaportul lui Ziad. Când era mic, întotdeauna voia să conducă avioane, dar familia lui l-a descurajat. "L-am oprit să devină pilot", a spus tatăl său pentru The Wall Street Jurnal la o săptămână după atacuri. "Aveam numai un fiu și-mi era frică că va muri într-un accident."
Din 1995 până în 1996, în timp ce Ziad Jarrah locuia în Liban, potrivit familiei sale, cineva cu același nume a închiriat un apartament în Brooklyn, New Zork. Proprietarii susțineau că este același Ziad Jarrah ca în fotografiile FBI.
În primăvara anului 1996, Jarrah s-a mutat în Germania cu vărul său, Salim. Au mers acolo ca să își ia un curs certificat în germană la Universitatea din Greifswald, necesar pentru străini care studiază in Germania și nu vorbesc germana. Împărțindu-și apartamentul cu vărul său, s-a spus că se ducea la discoteci și petreceri de pe plajă și că nu mai frecventa moscheea. A întâlnit-o pe Aysel Șengün, o turcoaică care studia stomatologia, iar cei doi au devenit buni prieteni. Au avut multe întâlniri pentru restul vieții, în cele din urmă măritându-se și locuind împreună curând, lucru care i-a deranjat pe prietenii lui mai religioși.
În 1997, Jarah a părăsit Greifswald și a început să studieze ingineria aeronautică la Fachhochschule (Universitatea de Științe Aplicate) în Hamburg, în timp ce lucra la o vopsitorie de mașini a firmei Volskwagen în apropiatul Wolfsburg. În Hamburg, a închiriat un apartament pentru Rosemarie Canel, care îi va picta portretul și pe care el îl va duce mamei sale ca pe un cadou în acel decembrie.
Raportul Comisiei 9/11 explică că Jarrah a fost un membru a celulei Hamburg, împreună cu Mohamed Atta și ceilalți. El nu a locuit cu niciunul dintre aceștia și poate fi confirmat că s-a întâlnit cu ei în Hamburg cu o singurǎ ocazie: căsătoria lui Said Bahaji la Moscheea al-Quds. Apropierea dintre el și ceilalți membrii ai celulei nu este cunoscută.

### Tabăra din Afganistan
La sfârșitul anilor 1999, Jarrah, Mohamed Atta, Marwan al-Shehhi, Said Bahaji, și Ramzi Binalshibh au decis să se ducă în Cecenia ca să se lupte cu soldați ruși. Khalid al-Masri și Mohamedou Ould Slahi i-au convins totuși, în ultimul moment, să se ducă în Afganistan, să-l vadă pe Osama bin Laden și să se antreneze pentru atacuri teroriste. Li s-au spus că erau într-o misiune foarte secretă și li s-au comandat să se întoarcă în Germania , iar acolo să se înroleze la școala de aviație.[c] În octombrie 1999, Ziad Jarrah a fost filmat la căsătoria lui Said Bahaji împreună cu alți teroriști de la 11 septembrie, inclusiv Marwan al-Shehhi.
În 2006, un filmuleț a stârnit controverse arătându-l pe Jarrah, încă nebărbierit, citindu-și dorințele în ianuarie 2000 alături de Mohamed Atta. La puțin timp după aceasta, Jarrah s-a bărbierit și a început să acționeze mai laic, potrivit lui Șengün. Mulți dintre viitorii teroriști au încercat să își ascundă radicalismul și să se identifice cu restul lumii. În februarie 2000 Jarrah a raportat că i s-a furat pașaportul și, astfel, a primit unul nou, la fel cum au facut și teroriștii Atta și Shehhi luna trecută.
Jarrah a abandonat Fachhochschule și a început să caute alte școli de aviație. El susținea că făcea acestea ca să-și îndeplinească visul din copilărie de a fi un pilot. După ce a cautat prin diferite țări, a decis că niciuna dintre școlile de aviație din Europa erau suficiente pentru el; la sfatul unui prieten din copilărie, s-a pregătit să se mute în Statele Unite.

### În Statele Unite
Se pare că Jarrah a intrat în Statele Unite de șapte ori, mai mult decât oricare dintre teroriști. În 25 martie 2000, a primit la Berlin o viză de 5 ani US B-1/B-2 (turist/afaceri). În 27 iunie 2000, a aterizat în S.U.A. pentru prima dată la Newark International Airport. Apoi, a mers în Florida, unde s-a înrolat cu normă întregă la Florida Flight Trening Center în Venice. Jarrah nu a cerut schimbarea statutului său, de la viză de turist la viză de student, deși violând astfel statutul său de imigrant.
Jarrah a fost înrolat în școala de aviație pentru șase luni, din iunie 2000 până în 15 ianuarie 2001. La școală, mulți dintre colegii săi își aminteau de el ca fiind iubitor, blând, demn de încredere și de asemenea, că bea ocazional. Jarrah era unic printre teroriști prin faptul că el nu traia cu nici unul dintre ei, ci mai mult cu o studentă germană numită Thorsten Biermann. Biermann nu l-a observat pe Jarrah comportându-se în special religios sau politic. Ocazional, Jarrah cǎlǎtorea înapoi în Germania ca să își viziteze prietena sa turco-germană, cǎreia îi dǎdea telefoane sau îi trimitea mail-uri aproape în fiecare zi.
Jarrah a obținut licența de a pilota avioane ușoare și, la sfârșitul anilor 2000, a început să se antreneze pentru a pilota avioane mari. El a zburat către Beirut ca să își viziteze familia, apoi către Germania ca să își viziteze prietena sa, Șengün. Cei doi au venit împreunǎ în Statele Unite pentru o vizită de zece zile, candidând amândoi pentru o sesiune la școala de aviație. Pe la mijlocul lunii ianuarie 2001, a zburat din nou către Beirut, de data asta ca să își viziteze tatăl, care trebuia să aibă o operație pe inimă. Apoi, a vizitat-o pe Șengün, în Germania, și s-a întors acasă în Statele Unite din nou.
Comportamentul său era remarcabil diferit față de al celorlalți teroriști, care au pus capăt oricărei relații familiale sau amicale.
Pe drumul său catre SUA, conform oficialităților, a trecut prin Emiratele Arabe, unde a fost inițial intervievat de cǎtre autorități pe 30 ianuarie 2001, la cererea CIA-ului. Se presupune că a recunoscut călătoria în Afganistan și Pakistan, deși de atunci CIA a negat aceasta, iar Raportul Comisiei 9/11 nu îl menționează. Școala din Florida unde Jarrah studia a spus, de asemenea, că a fost în școală până la 15 ianuarie 2001.
Pe 6 martie, Jarrah și-a făcut un abonament pentru două luni la US1 Fitness Center, o sală de gimnastică în Dania Beach, Florida, pe care, mai târziu, o va reînnoi pentru încă două luni ajungând până la urmă să aibă lecții de CQC cu Bert Rodriguez. Se crede ca, luna aceea, , care sosise în 8 iunie, s-a mutat cu Jarrah. Jarrah a închiriat un nou apartament în Lauderdale-by-the-Sea după ce amândoi i-au dat proprietarului fotocopii ale pașapoartelor lor germane. Proprietarul le-a înmânat mai târziu FBI-ului.
În 25 iunie,la sfatul proprietarului Charles Lisa, Jarrah l-a dus pe Ahmed al-Haznawi la Holy Cross Hospital în Fort Lauderdale, Florida. Haznawi a fost tratat de către doctorul Christos Tsonas, care i-a dat antibiotice pentru o mică tăietură pe gamba sa stângă. În timp ce el spunea că a dat cu piciorul de o valiză, media a raportat mai târziu semne de antrax cutanat, în speranța de a arǎta o legătură cu atacurile cu antrax din 2001, deși FBI-ul a dezmințit zvonurile, spunând:"Testarea exhaustivă arată că antraxul nu a fost prezent pe unde au fost teroriștii."
La mijlocul lui iulie 2001, câțiva teroriști și membrii ai celulei Hamburg s-au strâns lângă Salou, Spania, pentru o perioadă de câteva zile, până la două săptămâni. La sfârșitul lui iulie, Jarrah a zburat către Germania și s-a întâlnit din nou cu prietena lui, fiind ultima dată când a văzut-o. S-a raportat cǎ a venit în Satele Unite Unite la data de 5 august, deși alte surse indică că și-a luat licența de pilotaj în 2 august, de asemenea ratând nunta surorii sale. Pe 27 august a intrat într-un motel din Laurel, Maryland, la numai o milă depărtare de Valencia, unde stăteau alți patru teroriști.. La 7 septembrie 2001, toți patru deturnători ai zborului 93 au mers din Fort Lauredale la Newark International Airport cu zborul Spirit Airlines.
La data de 9 septembrie, de dimineață, Jarrah a fost amendat pentru că a depășit viteza în Maryland. Jarrah și-a sunat părinții, menționând că a primit mandatul poștal pe care i l-au trimis cu cinci zile înainte.Le-a spus că voia să îi vadă pe 22 septembrie pentru nunta verișorului său, cǎruia i-a cumpărat un nou costum. Soția proprietarului mai târziu a confirmat că Jarrah i-a arătat costumul.
Pe 10 septembrie, Jarrah și-a petrecut ultima seară din viațǎ scriind o notǎ către prietena sa, Aysel Senguen, femeia cu care voia sǎ se cǎsǎtoreascǎ. Această scrisoare este interpretată ca fiind în general o scrisoare de sinucidere. Ea nu a ajuns niciodată la Senguen; Senguen a intrat sub protecția martorilor la scurt timp după atacuri, iar apartamentul ei nu a fost cercetat. Serviciile poștale au returnat scisoarea Statelor Unite, care a returnat-o FBI-ului.
Din scisoare făceau parte frazele: "Am făcut ce a trebuit" și "S-ar cuveni să fii fericită, pentru că este o onoare, iar tu vei vedea rezultatul/ele și toată lumea va fi fericită".
Conform unei surse, Jarrah a asamblat în apartamentul său o carlingă imitatǎ, destul de mare, făcută din cutii de carton, chiar înainte de atacuri.

## Atacuri

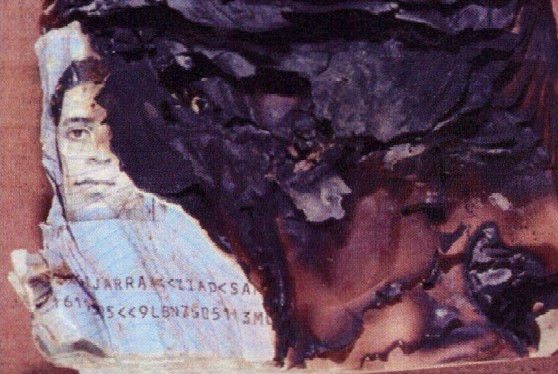
Pașaport ars găsit în rămășițele zborului United 93

În dimineața din 11 septembrie 2001, Jarrah, Saeed al-Ghamdi, Ahmed al-Nami și Ahmed al-Haznawi au urcat la bordul zborului 93 al United Airlines în Aeroportul Internaționat Newark Liberty la poarta A17 fără incidente, și s-au așezat la clasa întâi, lângă carlingă. Din cauza întârzierii zborului, avionul a decolat la ora 08:41, cu 5 minute înainte ca zborul 11 al American Airlines să se fi prăbușit în World Trade Center. Pilotul și echipajul au fost înștiințați de primele două deturnări din ziua aceea și li s-a spus să fie în alertă. În câteva minute, pe la ora 09:10, zborul 93 era, de asemenea, deturnat.
Comisia 9/11 a declarat că Jarrah a fost pilotul. Transcrierea zborului ar putea indica faptul că Saeed al-Ghamdi, care a fost de asemenea antrenat în simulatoare de zbor, ar fi putut fi pilotul sau co-pilotul. Doi dintre deturnători au fost auziți strigându-l pe pilot “Saeed”.
Vocea pilotului a fost auzită de către controlul aerian, spunându-le pasagerilor să rămână la locul lor. La ora 09:39, pilotul a anunțat: “Aici căpitanul. Vǎ rog să rămâneți la locurile voastre. Este o bombă în avion și se merge înapoi către aeroport, și cererile noastre [neinteligibil]. Vă rugăm să stați în liniște.
Cel puțin două dintre apelurile telefonice făcute de pasageri indică faptul că toți teroriștii pe care i-au văzut purtau bandane verzi și au indicat că unul dintre ei, despre care se credea că este ori Ahmed al-Haznawi, ori Ahmed al-Nami, avea o cutie legată de trunchiul corpului, și spuneau că este o bombă înăuntru. Pasagerii din avion au aflat despre soarta celorlalte avioane deturnate prin apeluri telefonice; câțiva dintre ei s-au decis să acționeze, temându-se că și avionul lor va fi folosit ca o rachetă. O revoltă a pasagerilor a împiedicat planurile teroriștilor, dar nu a reușit să salveze avionul. Conform analizei cutiei negre a avionului, făcută de către investigatorii americani, din data de 8 august 2003, un grup de pasageri au incercat să pătrundă în cabina de pilotaj. Pentru a-i face să-și piardă echilibrul, pilotul înclina avionul către stânga și către dreapta. Când această manevră nu a dat roade, el a ridicat și a coborât botul avionului. Pasagerii au persistat, folosind un cărucior de serviciu ca un berbec, pentru a încerca să intre în cabină. În cele din urmă, unul dintre colegii teroriști ai pilotului i-a spus acestuia că ar fi mai bine să se prăbușească decât să piardă controlul avionului. Ca răspuns, el a întors avionul cu capul în jos și l-a introdus într-un picaj. United 93 s-a prăbușit, cu o vitezǎ de 933 km/h (580 mile pe orǎ), într-o mină revendicată la marginea unei păduri, aproape de Shanksville, Pennsylvania, la ora 10:03, la 200 km (125 de mile) de Washington D.C. Toți cei de la bord au murit.
După 11 septembrie, prietena lui Jarrah, Șengün, a depus un raport de persoanǎ dispărută în Bochum. Jarrah a devenit suspect când agenții FBI au găsit un „Ziad Jarrahi” în manifestul zborului („i”-ul în plus de la sfârșit este o posibilă greșeală de scriere).

## Revendicări greșite de identitate
Au fost făcute plângeri cum că Jarrah nu era un terrorist sau că el nu a fost pe avion și că identitatea lui a fost furată. A fost subliniat faptul că, comportamentul său a deviat de la profilul prezentat de alți teroriști și că pasagerii au raportat trei și nu patru teroriști. Cu toate acestea, în octombrie 2006 a apărut un videoclip intitulat „Martiriu” filmat în data de 18 ianuarie 2000, împreună cu Mohamed Atta, plângerile devenind îndoilenice.
La scurt timp după atacurile din 11 septembrie, familia și prietenii au susținut că Jarrah nu a manifestat aceleași „puternice resentimente politice” sau „conservatorism cultural” ca și Mohamed Atta. El nu a fost crescut cu un fundament de convingere religioasă și nu a avut o viață conservatoristă evident. Personalul de la școala de zbor, unde Jarrah a învățat, l-a descris ca fiind „o persoană normală”. Jarrah și-a sunat familia cu două zile, iar pe prietena sa, cu trei ore înainte de a se îmbarca în zborul United 93; Șengün a descris conversația ca fiind „plăcută” și „normală”. Tot ea a susținut faptul că el nu a menționat niciodată numele vreunuia dintre teroriști. Cu două zile înaintea atacului, Jarrah a spus familiei sale că el se va întoarce acasă pentru nunta vărului său. „Nu are nici un sens”, spune unchiul său, Jamal. „El a spus că și-a cumpărat până și un costum nou pentru ocazie”. Familia lui Jarrah din Liban a declarat in septembrie 2001 că el a fost un pasager inocent al avionului.
În data de 23 octombrie 2001, John Ashcroft a declarat faptul că Jarrah a împărțit același apartament cu Atta Mohamed și Marwan al-Shehhi, cu toate că autoritățile germane, în aceeași zi, au spus ziarului Los Angeles Times că nu aveau dovezi cum că oricare dintre cele trei apartamente ale lui Jarrah din Hamburg ar fi fost conectate cu ceilalți teroriști. Un oficial de rang înalt al poliției germane a declarat: „Singura informație pe care o avem, care stabilește o legătură între cei trei suspecți din Hamburg, este afirmația FBI-ului, că există o conexiune”. Cu toate acestea, în octombrie 2006, a apărut un videoclip, arătându-I pe Atta și pe Jarrah împreună în Afghanistan, Jarrah fiind, în mod clar, conectat la membrii celulei Hamburg. Jarrah mai apare și într-un videoclip la o nuntă, cu alți teroriști, la o moschee în Hamburg.
Comisia 9/11 a concluzionat, fără calificare, că Jarrah a fost un terrorist și s-a aflat pe avion când acesta s-a prăbușit în Shanksville, Pennsylvania.
În octombrie 2006, un video al-Qaida a fost lansat, arătându-i pe Jarrah și Mohamed Atta înregistrându-și cererile, în luna ianuarie 2000, la baza Tarnak Farms, bază deținută de Osama Bin Laden, situată lângă Kandahar.